# José Luis Nebot Martí
José Luis Nebot Martí (Useras, 23 de enero de 1947, Castellón 6 de octubre de 2005) ha sido un político español. Alcalde de Useras, más tarde fue elegido diputado de las Cortes Valencianas en la III Legislatura.

## Trayectoria
Trabajó como Inspector del Instituto Nacional de Estadística. Miembro del PSPV-PSOE,  ha sido secretario general de Alcalatén-Plana Alta. Fue elegido alcalde de Useras en las elecciones municipales españolas de 1983, 1987, 1991 y 1995. Posteriormente fue elegido diputado autonómico en las elecciones a las Cortes Valencianas de 1991, donde fue vocal, entre otras, de la Comisión de Coordinación, Organización y Régimen de las Instituciones de la Generalitat Valenciana.